# Référendum d'autodétermination des Tokelau de 2006
Le référendum d'autodétermination des Tokelau de 2006 est un référendum qui s'est tenu du 11 au 15 février 2006 et qui était destiné à déterminer l'avenir des Tokelau, archipel actuellement sous souveraineté de la Nouvelle-Zélande.
Bien que soutenue par une majorité des votants, la proposition visant à faire évoluer l'archipel vers un accord de libre association avec la Nouvelle-Zélande - selon le modèle adopté par Niué et les Îles Cook - n'a pas reçu suffisamment de voix pour être adoptée.

## Autodétermination
Les dernières années précédant le référendum ont vu l'opinion publique de l'archipel des Tokelau évoluer vers une volonté d'autodétermination. Niue et les îles Cook ayant précédemment évolué vers un autogouvernement en association avec la Nouvelle-Zélande, une constitution a été écrite et un référendum concernant l'avenir de la région a été mis en place. Cette volonté a été soutenue par les Nations unies, qui a inscrit Tokelau sur la liste des territoires non autonomes dont elle encourage l'autodétermination.
La question posée aux électeurs des Tokelau a donc été leur avis sur le fait que Tokelau devienne un État souverain en association avec la Nouvelle-Zélande, sur les bases de cette constitution.
La proposition nécessitait une approbation des deux-tiers des suffrages exprimés pour être acceptée. Si cela avait été le cas, le traité d'autodétermination aurait été transmis au parlement de Nouvelle-Zélande afin d'être éventuellement entériné.

## Déroulement
Le référendum s'effectua aux dates suivantes :
- 11 février 2006 : vote à Apia, capitale des Samoa, pour les électeurs situés dans cet archipel (fonctionnaires, étudiants et personnes actuellement soignées aux Samoa)
- 13 février 2006 : vote à Atafu
- 14 février 2006 : vote à Nukunonu
- 15 février 2006 : vote à Fakaofo.

Cette division du calendrier référendum a été choisie afin que les observateurs internationaux, les représentants d'organisations engagées dans ce domaine et les médias puissent se déplacer d'une île à l'autre.
La grande majorité des personnes originaires des Tokelau résident actuellement en Nouvelle-Zélande ; en application des pratiques standards des Nations unies lors des référendums de ce type, ces personnes n'ont pas été invitées à se prononcer sur l'autodétermination.

## Résultats
| Choix                    | Voix | %      | Quorum  |
| ------------------------ | ---- | ------ | ------- |
| Pour                     | 349  | 60,06  | 66,67 % |
| Contre                   | 232  | 39,94  |         |
|                          |      |        |         |
| Votes exprimés           | 581  | 99,49  |         |
| Blancs et invalides      | 3    | 0,51   |         |
| Total des votants        | 584  | 100,00 |         |
|                          |      |        |         |
| Abstentions              | 31   | 5,05   |         |
| Inscrits / Participation | 615  | 94,95  |         |

| Votes Pour (60,06 %) |  |  | Votes Contre (39,94 %) |

La proposition n'obtient donc pas la majorité des deux tiers des suffrages exprimés pour pouvoir être adoptée.
Selon Pio Tuia, chef du gouvernement des Tokelau et partisan de longue date de la souveraineté, puisque la proposition avait échoué de peu, il était probable qu'elle serait reposée dans les années à venir. Effectivement, un second référendum identique fut organisé l'année suivante, qui obtint le même résultat.